# توریلبا
توریلبا (به لاتین: Turrialba) یک سکونتگاه مسکونی در کاستاریکا است که در استان کارتاگو واقع شده‌است.

## خصوصیات
توریلبا ۳۱٬۱۰۴ نفر جمعیت دارد و ۶۳۸ متر بالاتر از سطح دریا واقع شده‌است.